# Масаёси Китао
Масаёси Китао (1764—1824) — японский художник. Работал в жанре: якуся-э, бидзин-га, катё-га.

## Биография
Масаёси Китао — мастер, чье творчество пришлось на конец XVIII века, время расцвета искусства укиё-э. Большинство гравюр Масаёси относится к раннему периоду его жизни, так как в 1794 году он стал придворным художником на службе у даймё, изменил имя на Кутагава Кэйсай и обратился к традиционной живописи школы Кано.

## Творчество
Одной из главных тем в творчестве мастер были изображения птиц и цветов. Жанр катё-га пользовался огромным спросом у публики, и в немалой степени этому способствовали работы Масаёси и его учителя Китао Сигэмаса. Помимо станковой гравюры, художник создавал и иллюстрированные книги. Позже, уже отойдя от техники ксилографии, Масаёси выполнил интересную серию картин под названием «Кинсэй дзукуси э-котоба» («Коллекция современных работников»), ставшую одной из значительных работ в японской живописи.